# Anna Iduna Zehnder
Anna Iduna Zehnder (* 22. Juli 1877 in Birmenstorf; † 8. März 1955 in Ascona) war eine schweizerische Malerin der Moderne, Ärztin und Anthroposophin.

## Leben
Anna Iduna Zehnder wurde 1877 in Birmenstorf geboren. Ihre Eltern bewirtschafteten zusammen mit ihren Grosseltern einen Landgasthof mit dazugehöriger Landwirtschaft und eine Mineralquelle. Als Anna Iduna Zehnder fünf Jahre alt war, starben beide Elternteile an Tuberkulose. In Aarau besuchte sie die Bezirksschule und später das Lehrerinnenseminar. Nach der Matura begann sie 1904 als eine von wenigen Frauen an der Universität Zürich ein Medizinstudium. 1907 erkrankte sie an Tuberkulose und musste das Studium unterbrechen. In dieser Zeit entstanden erste Zeichnungen und Malereien, hauptsächlich als Motive für Postkarten. 1911 setzte sie das Medizinstudium an der Universität Basel fort und erlangte 1914 das Ärztepatent.
Im Sommer 1917 besuchte sie die Malschule von Arthur Segal und siedelte zusammen mit ihrer Lebenspartnerin Emmy Thurnheer nach Ascona um, wo sie in der Praxis des einzigen Arztes im Ort tätig war. Als dieser erkrankte und seine Arbeit nicht mehr weiterführen konnte, übernahm Zehnder die Praxis. Durch ihren Beruf und ihr Wirken als Künstlerin war sie gut vernetzt und kam auf dem Monte Verità mit Vertretern der europäischen Avantgarde in Kontakt, darunter die russische Malerin Marianne von Werefkin. Im Sommer 1919 stellte sie mehrere Werke im Rahmen einer Ausstellung von Asconeser Künstlern im Kunstsalon Wolfsberg in Zürich aus.
Durch eine Patientin kam sie mit der anthroposophischen Lehre in Kontakt. Als Zehnders Lebenspartnerin im Jahr 1924 an einem Augenleiden erkrankte, konsultierte sie in Arlesheim Rudolf Steiner. Im selben Jahr wurde Zehnder Mitglied der Anthroposophischen Gesellschaft. Sie bildete sich in Heileurythmie, Heilmalen und Heilpädagogik weiter, und wendete diese Therapieformen in ihrer eigenen Praxis an. In den folgenden Jahren reiste sie regelmässig zu Ärztetagungen nach Dornach. Der Malerei konnte sie sich nur noch in ihrer Freizeit widmen. Das letzte datierte Gemälde stammt aus dem Jahr 1931.
Ab 1945 verschlechterte sich Zehnders Gesundheitszustand zusehends, so dass sie sich nur noch eingeschränkt ihrer Praxis widmen konnte. Am 8. März 1955 starb sie an den Folgen einer Lungenentzündung.
Anna Iduna Zehnder hinterliess rund 180 Gemälde. Viele davon sind nicht datiert. Neben Übungsstücken, die mehrheitlich in der Technik des Pointillierens ausgeführt sind, malte Zehnder zahlreiche Portraits, Stillleben und Landschaftsbilder. Eine weitere Gruppe von mehrheitlich abstrakten und abstrahierenden Bildern sind von religiöser und okkulter Thematik geprägt, die auch vor dem Hintergrund von Zehnders Auseinandersetzung mit der Anthroposophie gedeutet werden können.

## Werke (Auswahl)
- Selbstportrait, 1917
- Creatur in Angst, 1919
- Passionsgeschichte (Zyklus aus 14 Bildern), 1923
- Erinnerung an den Stoos, 1925–1926

Postum wurden auch zwei Bände mit Kindergedichten von Anna Iduna Zehnder veröffentlicht.

## Ausstellungen
- 1919: Kunstsalon Wolfsberg, Zürich
- 1956: Rudolf Steiner Schule, Zürich
- 2008: Rudolf Steiner Archiv, Dornach
- 2013: Aargauer Kunsthaus, Aarau